# Ana María Martínez Sagi
Ana María Martínez Sagi (Barcelona, 16 de fevereiro de 1907 — Sampedor, 2 de janeiro de 2000) foi uma poetisa, jornalista, sindicalista, feminista e atleta espanhola. Martínez Sagi foi campeã espanhola de lançamento de dardos, recordista e pioneira do esporte feminino espanhol, durante a Segunda República Espanhola. Foi a primeira mulher a integrar a direção do Futbol Club Barcelona.

## Biografia
Martínez Sagi nasceu em uma família da alta burguesia de Barcelona, Catalunha. Seu pai, Josep Martínez i Tatxé (Barcelona, 1871) era um industrial têxtil, e sua mãe, Consol Sagi i Barba, era sobrinha do cantor barítono espanhol Emilio Sagi Barba. Teve uma formação requintada, estudou espanhol e francês porque sua família considerava o catalão uma língua não culta, explica Juan Manuel de Prada, que teve a oportunidade de a conhecer com vida e de saber a sua história.
Manteve uma relação com a escritora Elisabeth Mulder, relação que serviu de inspiração para a sua poesia. Quando a mãe de Sagi descobriu, ela as forçou a terminar e a fez queimar suas correspondências. Ele só conseguiu salvar os poemas, que escondeu por medo da reação do filho de Mulder.
Martínez Sagi é considerada uma das jornalistas mais importantes da República, junto com Josefina Carabias. Aos 19 anos começou a publicar no suplemento feminino do jornal Las Notícias e, posteriormente, a colaborar no jornal La Rambla.
Ele entrevistava todos os tipos de pessoas, de mendigos e prostitutas a políticos catalães. Especialmente proeminentes são eram suas reportagens sobre o sufrágio feminino, que eram altamente controverso na época, já que muitos progressistas, incluindo algumas feministas, temiam que as mulheres decidissem seu voto influenciadas por seus maridos ou pela igreja. Seu trabalho como repórter na Coluna Durruti também foi importante.
Além de seus trabalhos jornalísticos, também publicou alguns livros de poesias, que fizeram muito sucesso na época. Seu estilo é próximo ao de poetisas latino-americanas como Juana de Ibarbourou, Alfonsina Storni ou Gabriela Mistral, um estilo desesperado e angustiado. Depois que seu primeiro livro de poesia, Caminos, foi publicado em 1930, Alberto Insúa comparou-a com Rosalía de Castro.
Em seu aspecto feminista, Martínez Sagi fundou o primeiro clube de mulheres trabalhadoras de Barcelona, que buscou ajudar na alfabetização da população feminina. Como atleta, Martínez Sagi se destacou no lançamento de dardo, sendo campeã espanhola e recordista nacional. Ele também jogou tênis e esquiou.
Seu irmão, Armand Martínez Sagi (1919–1923), e seu primo, Emilio Sagi Liñán, jogaram pelo FC Barcelona e, em 1934, aos 27 anos, tornou-se a primeira mulher a aderir ao conselho de administração do FC Barcelona e a primeira grande diretora do futebol espanhol sob a orientação de Josep Sunyol. Ela tinha como objetivo de promover o esporte feminino no clube e criar uma seção específica, mas não teve sucesso e o fracasso do projeto a levou a renunciar ao cargo um ano depois. Martínez Sagi via o esporte como necessário para levar a mulher à modernidade, combinando o corpo e a mente.
Depois de terminar a Guerra Civil, se exíliou na França, onde participou da Resistência. Em Cannes, conheceu a esposa do Aga Khan que a abordou quando Martínez Sagi era pintora de rua, Martínez Sagi acabou decorando sua mansão. Em seguida, ele se retirou para uma aldeia na Provença para cultivar flores aromáticas e, após uma breve estada na Suécia, cruzou o Atlântico para a América.
Na década de 1950, ela foi para os Estados Unidos. Ele trabalhou na Universidade de Illinois, onde passou duas décadas ensinando francês e espanhol. Em todo esse tempo, ele nunca parou de escrever. Retornou à Espanha, ao se aposentar em 1977 e após a morte de Franco em 1975, aposentando-se da vida pública na pequena cidade de Moià após ver a mudança na situação cultural e social que Barcelona havia vivido desde sua partida.
Ela e sua obra permaneceram anônimas até que Juan Manuel de Prada a localizou no pequeno município de Barcelona e recuperou sua figura publicando Las esquinas del aire: en busca de Ana María Martínez Sagi. A obra foi publicada no dia em que ela morreu em 2000.

## Obras
- Caminos (Barcelona, 1929).
- Inquietud (Barcelona, 1931).
- Canciones de la isla (1932-1936).
- País de la ausencia (1938-1940).
- Amor perdido (1933-1968).
- Jalones entre la niebla (1940-1967).
- Los motivos del mar (1945-1955).
- Visiones y sortilegios (1945-1960).
- Laberinto de presencias (Barcelona, 1969).

## Homenagens
Em 1930, Martínez Sagi é incluído em um livro de entrevistas de César González-Ruano intitulado Caras, caretas y carotas. Em 1998, o jornal ABC publicou uma reportagem sobre ela. No ano 2000, Juan Manuel de Prada faz de Martínez Sagi um dos protagonistas de seu romance Las esquinas del aire e recupera sua memória. Nela, um autor procura Ana María Martínez Sagi, após descobrir seu nome em um livro de antiquários. Prada tece na obra verdade e ficção, biografia e romance policial.
Em 2007, Patricia Nell Warren publicou The Pink Clothes sobre a história da homossexualidade no esporte, que inclui o capítulo: "Ana María Martínez Sagi: dardos da poesia espanhola".
Em 2019 é publicado "La voz sola" onde se recupera a vida e as obras inéditas de Martínez Sagi, reunindo uma compilação de seus principais poemas e relatos em um novo volume da Coleção de Obras Fundamentais da Fundação Banco Santander com a edição de escritor Juan Manuel de Prada.